# DiEversity
DiEversity è il quarto album pubblicato dalla band finlandese gothic metal Entwine.

## Tracce
1. 2/4/943 (Intro)
2. Bitter Sweet
3. Someone To Blame
4. Bleeding For The Cure
5. Still Remains
6. Frozen By The Sun
7. Six Feet Down Below
8. Refill My Soul
9. Everything For You
10. Nothing's Forever
11. Lost Within

## Formazione
- Mika Tauriainen - voce
- Tom Mikkola - chitarra
- Jaani Kähkönen - chitarra
- Riitta Heikkonen - tastiere, voce
- Joni Miettinen - basso
- Aksu Hanttu - batteria